# Paukova mreža (drama)
Paukova mreža (izdan 1954.) je drama Agathe Christie.
Drama napisana za kazališno izvođenje 1954. godine, objavljena u pisanom obliku 1957. godine. Pisana je specijalno za popularnu britansku glumicu Margaret Lockwood, koja igra naslovnu ulogu. Prvi put izvedena u Savoy Theatre, u Londonu, 14. prosinca 1954. godine. Uz dozvolu nasljednika Agathe Christie u roman pretočio Charles Osborne 2000. godine.

## Radnja
Clarissa, žena diplomata koji radi za kancelariju, prepušta se sanjarenju kako se jednog jutra pojavljuje u biblioteci i pronalazi mrtvo tijelo. Njena mašta pretvara se u stvarnost kada otkriva mrtvaca u svom ateljeu. U očajnickom nastojanju da ga se riješi, ona svoje goste pokušava pretvoriti u sudionike zločina.